# Klosterkirche Heilig-Kreuz (Regensburg)

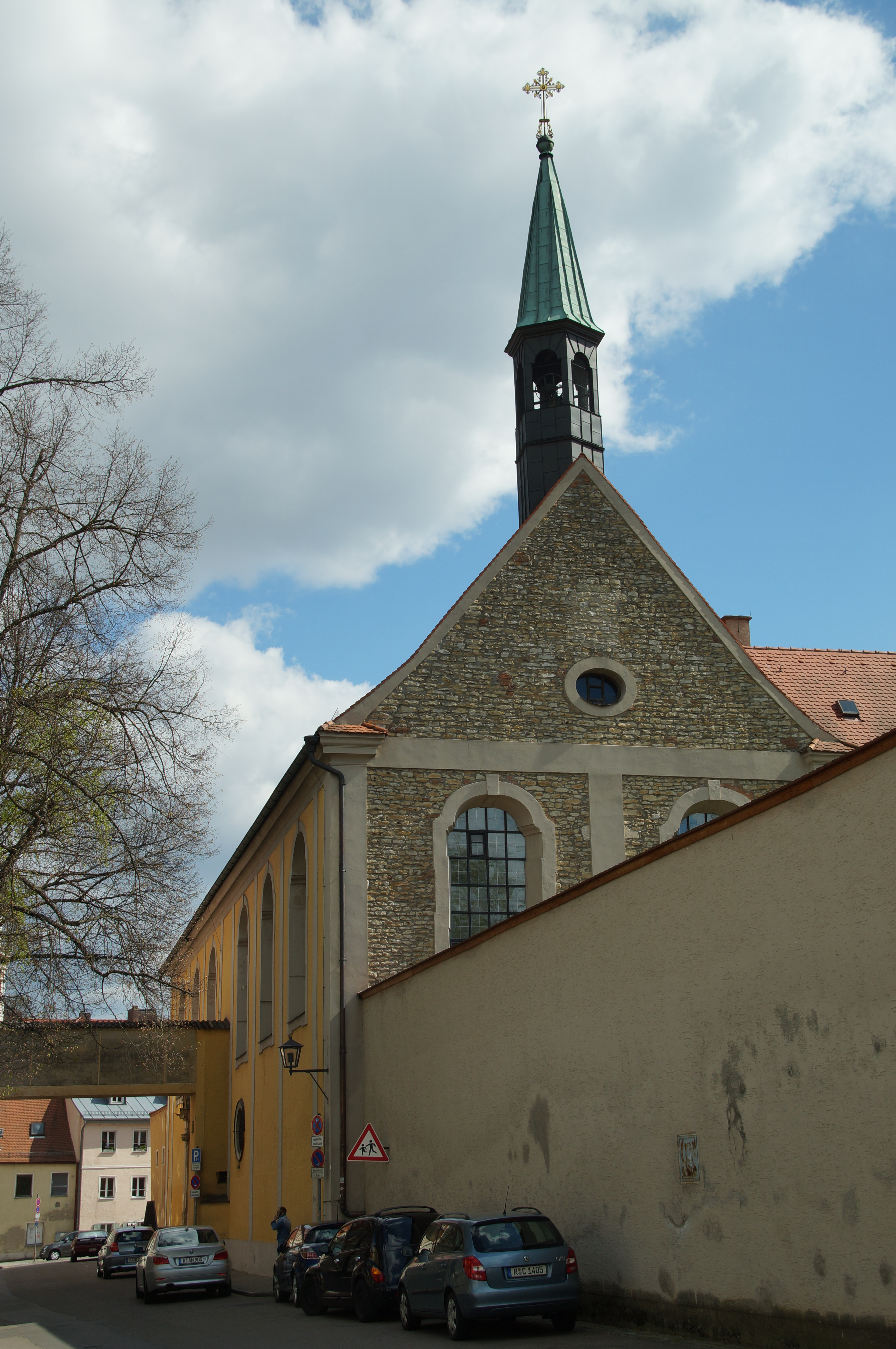
Klosterkirche Heilig Kreuz
Am Judenstein 10

Die römisch-katholische Kirche des Dominikanerinnenklosters Heilig-Kreuz Heilig Kreuz zu Regensburg, genannt Heilig-Kreuz-Kirche, ist die Klosterkirche des ältesten noch bestehenden und nie aufgehobenen Frauenklosters dieses Ordens in Deutschland. Sie zeichnet sich in ihrer heutigen Gestalt durch ein einheitlich entworfenes theologisches Programm aus. Seit 1233 hat das Kloster ununterbrochen seinen Sitz an der Adresse Am Judenstein 10 in Regensburg. Es gibt nur wenige in das Mittelalter zurückreichende Klöster in Deutschland, die niemals zerstört, niemals aufgehoben oder verpflanzt wurden. Mit den Restaurierungen für das Jubiläum seines 750-jährigen Bestehens kann das Kloster als ein „Juwel des bayrischen Rokoko“ bezeichnet werden.

## Lage
Die Klosterkirche Heilig Kreuz (Nonnenplatz 1) liegt in der nordwestlichen Altstadt. Unweit befindet sich als das männliche Pedant die Dominikanerkirche St. Blasius.

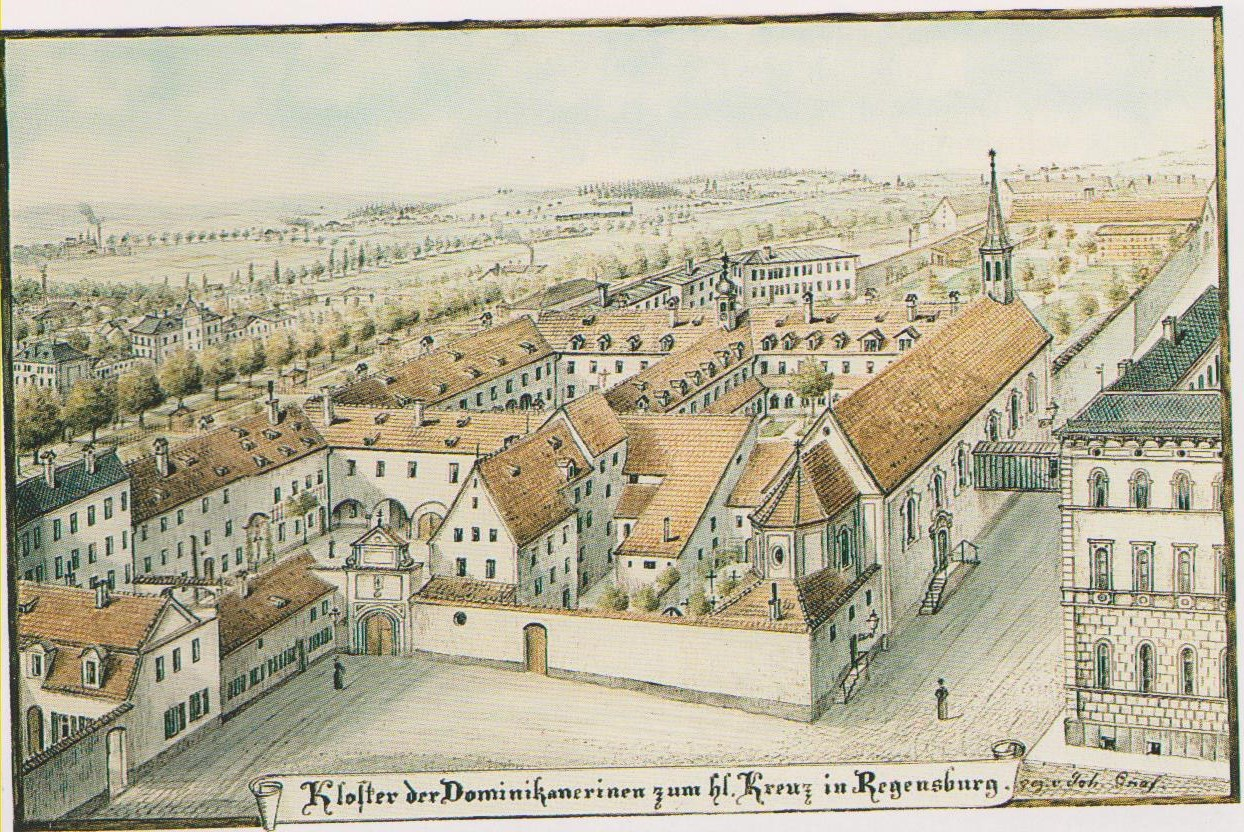
Ansicht Heilig Kreuz um 1880

## Geschichte und Bau der Kirche
Am 22. Februar 1233 wurde mit einer Schenkung eines Bauplatzes des Bischofs Siegfried von Regensburg an eine Vereinigung frommer Frauen aus Regensburg der Grundstein für das Kloster gelegt. Diese Schenkung wurde bestätigt und vier Jahre später überließ Graf Heinrich von Ortenburg und Murach den „Hüterinnen der Stadt im Westen“ die Pfarrei Schwarzhofen. Aus dieser Pfarrei wurden monetäre Mittel erwirtschaftet und man konnte das Kloster finanzieren und mit dem Bau einer Kirche beginnen. Der Bauplatz lag am Ende an einer zunächst noch namenlosen Gasse, in das westliche Vorgelände der Stadt. Dort hatte um 900 Herzog Arnulf I. (Bayern) einen Steinbruch eröffnet, der Steine zum Bau der Arnulfinischen Stadtmauer geliefert hatte. Nach der Zuschüttung des ausgebeuteten Steinbruchs wurde das Areal der ehemaligen Steingrube zum Bauplatz der neuen Kirche und der späteren Klostergebäude. Das Gelände und auch die Gasse trug zunächst die Bezeichnung Arnulfswinkel oder Arnoldswinkel. Die Bezeichnungen für die heutige Gasse, Hl. Creuzgäßl oder Kreuzgasse, stammen aus der Zeit nach 1800.
Die Kirche entstand in den Jahren 1237–1244. Das breitrechteckige, einschiffige Langhaus hatte eine einfache Holzdecke und vierzehn hohe, sehr schmale Fenster. Nach Osten hin schloss sich der dreiseitige gebrochene, einbezogene Chor mit Gewölbe an. Das romanische Kruzifix, das dem Kloster den Namen gegeben hat, wurde 1669 vom Konventsbau in die Kirche versetzt, um es dem Volk zu Verehrung zugänglich zu machen. Im Jahr 1246 wurde das Kloster zum Heiligen Kreuz offiziell dem Dominikanerorden übergeben. Die gotische Figur des hl. Blasius in der südöstlichen Wandnische nächst dem Beichtstuhl erinnert daran, dass die Ordensbrüder aus dem Dominikanerkloster St. Blasius bei den Schwestern als Beichtväter und geistliche Berater tätig waren.
Die allgemeinen Reformbestrebungen führten im Jahre 1484 mit der Inkorporierung von Schwestern aus dem Nürnberger St.-Katharinen-Kloster zu großem Erfolg.
Nach 1800 in der Zeit der Säkularisation und der damit verbundenen Auflösung von Klöstern wurde das Weiterbestehen des Klosters durch Kurfürst Carl Theodor von Dalberg mit der Auflage zur Eröffnung einer Mädchenschule verbunden. Nach der zögerlichen Erfüllung der Auflage blieb das Kloster bestehen und 1872 baute die Stadt ein eigenes Schulhaus, die heutige Kreuzschule.
Unter dem Priorat von Mutter Benedikta Bauer wurden ab 1853 Neugründungen in Niederviehbach a. d. Isar und in den USA (Brooklyn/New York, 1859 und Racine/Wisconsin, 1862) erreicht.

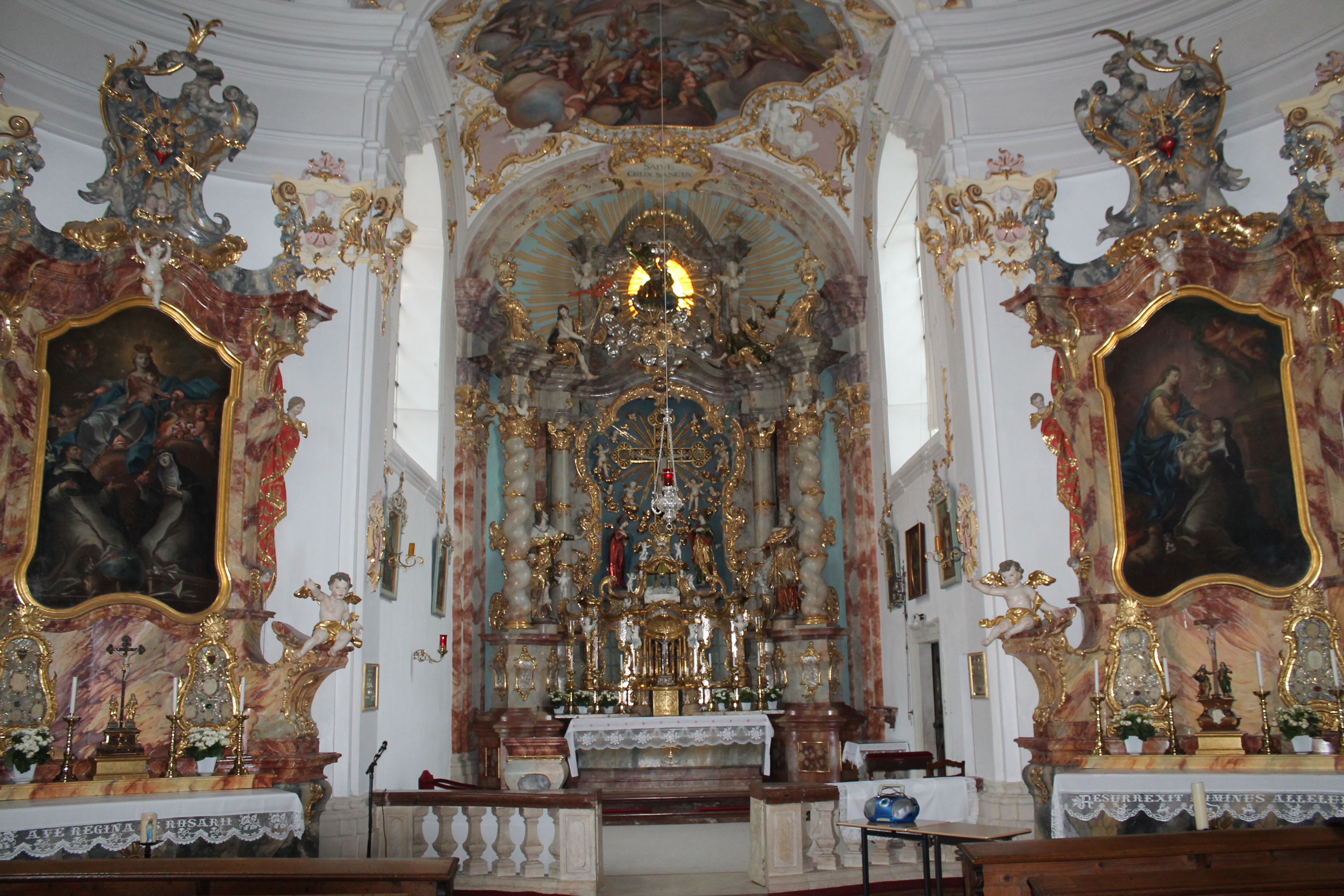
Heilig-Kreuz-Altar

## Umgestaltung der Kirche im 18. Jahrhundert
1751 beschloss die damalige Priorin Hyazintha Hämmerl die Umgestaltung der Kirche im Sinne des Rokokos. Maßgeblich daran beteiligt waren der Altarbauer Simon Sorg, der Stuckateur Johann Baptist Modler und Otto Gebhard als Maler. Um 1757 waren die Umgestaltungsarbeiten abgeschlossen.
In dem Konzept der Umgestaltung sind drei Grundlinien erkennbar:
1. Gemäß dem Verkündigungsauftrag des Predigerordens werden die wichtigsten Inhalte des katholischen Glaubens anschaulich gemacht
2. Das Kreuz Christi wird in seiner Bedeutung für den Glaubensvollzug und in seinem Symbolgehalt aufgezeigt
3. Durch die Art und Weise, wie die prominenten Persönlichkeiten des Dominikanerordens dargestellt werden, soll der Kirchenbesucher Einblick gewinnen in dessen Zielsetzung. Dargestellt wurden Hyazinth von Polen, Thomas von Aquin, Raimund von Peñafort und Vinzenz Ferrer.[2]

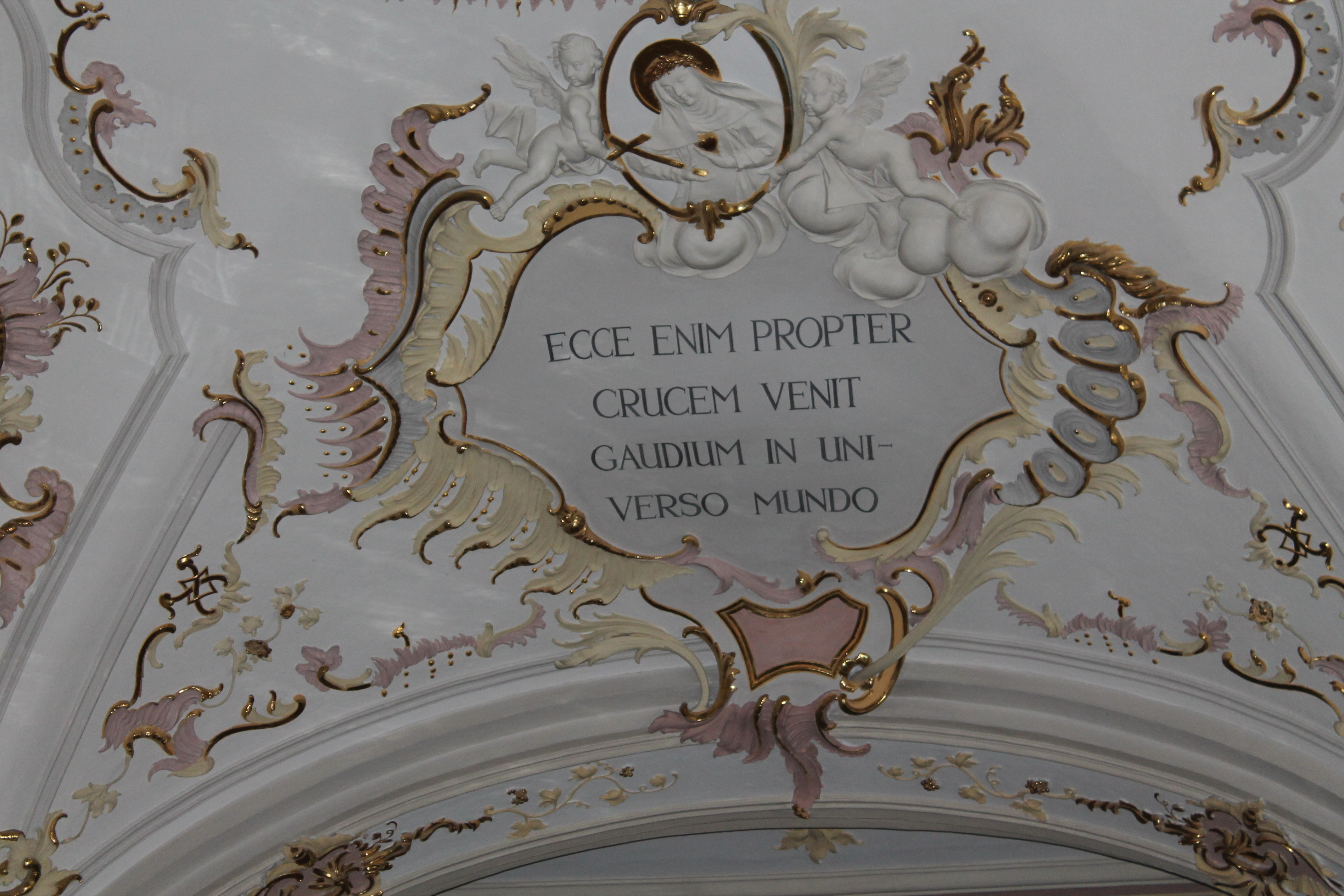
Heilig Kreuz Deckeninschrift

Im Zweiten Weltkrieg wurde die Kirche durch Bomben schwer beschädigt. Von 1980 bis 1983 wurde die Klosterkirche saniert und in ihre ursprüngliche Farbfassung zurückversetzt.

## Ausstattung

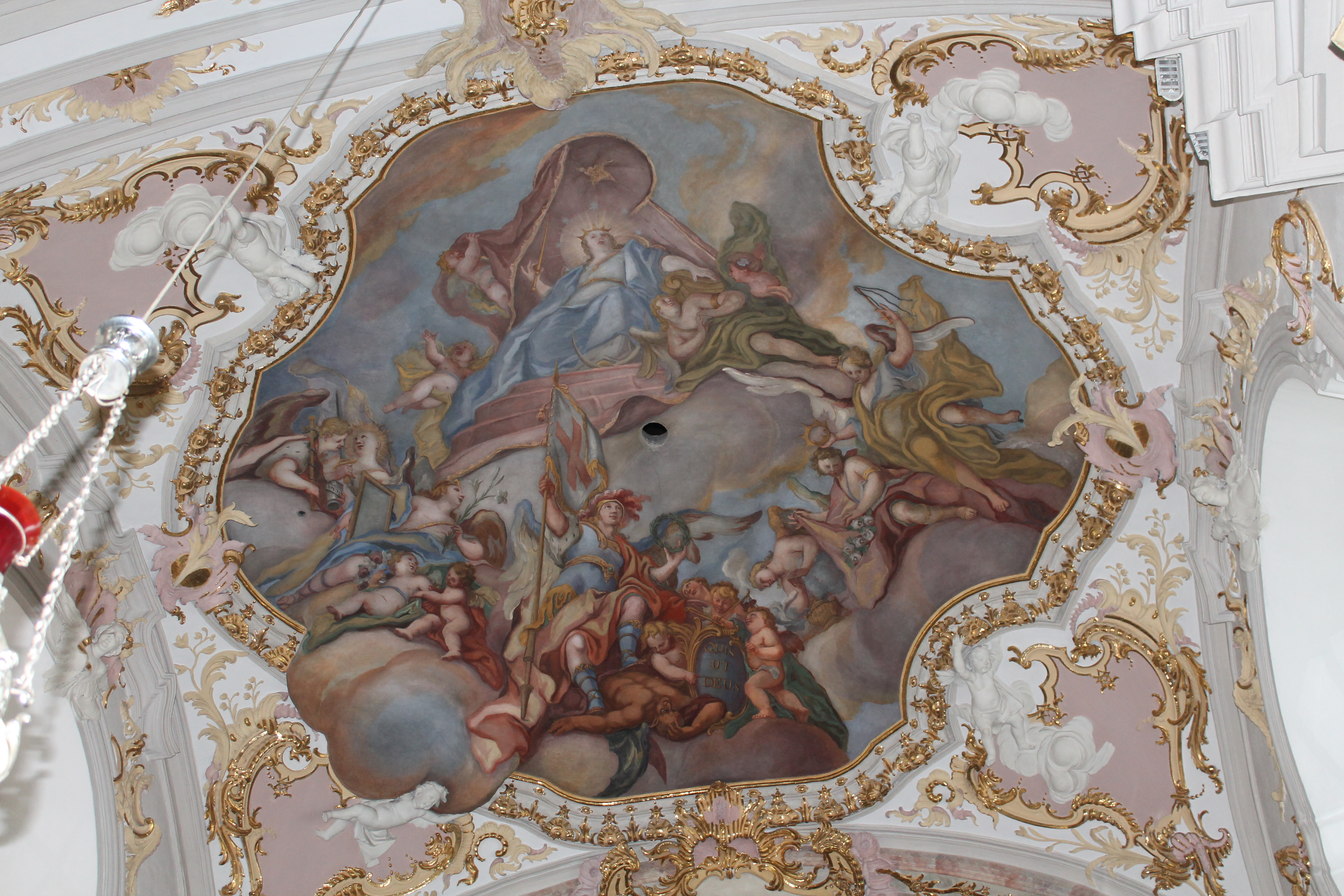
Deckengemälde Presbyterium

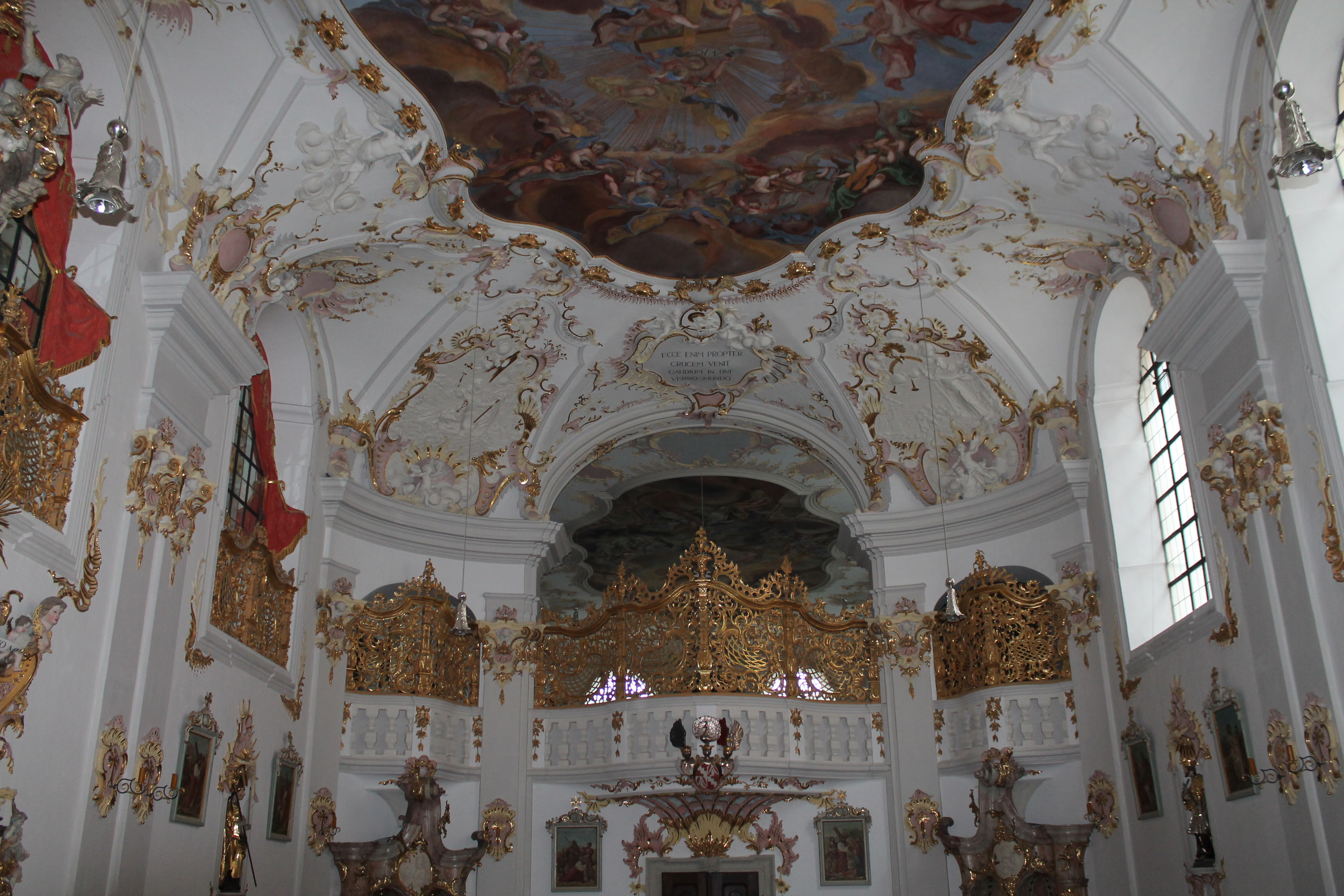
Heilig Kreuz Blick zum Nonnenchor

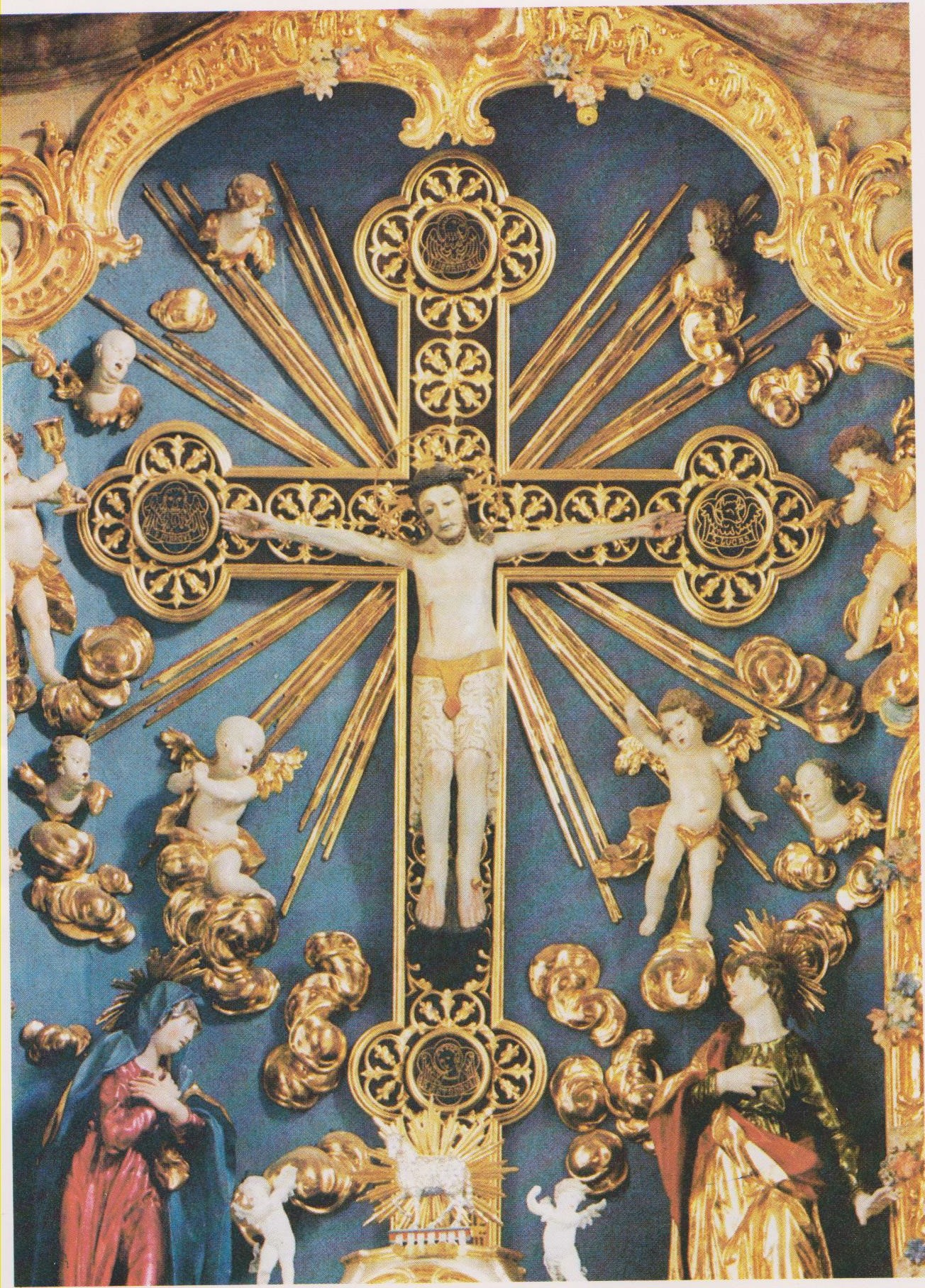
Hochaltar Heilig Kreuz

Der Hochaltar mit romanischem Kruzifix stellt die Erlösung durch den Tod und die Auferstehung Jesu Christi dar. Das romanische Kreuz stammt noch aus der Gründungszeit. Die äußerlichen Gegensätze von Romanik und Rokoko sind zu erkennen. Die Christusfigur stellt den „Rex triumphans“ dar. Das Heilgeheimnis des Todes, der Auferstehung und Erhöhung Christi wird nochmals zusammenfassend in der Gestalt des apokalyptischen Lammes über der Tabernakelumrahmung gezeigt. Das gleiche Thema wird angeschlagen im Deckengemälde des Nonnenchores (zu dem nur die Nonnen Zutritt haben). Das Deckengemälde des Presbyteriums stellt den Drachensturz dar, der im Barock als ein beschreibendes Element gesehen werden kann.